# Carlton Palmer
Carlton Lloyd Palmer (ur. 5 grudnia 1965 w Rowley Regis) – angielski piłkarz i trener, reprezentant kraju grający na pozycji pomocnika. 

## Kariera klubowa
Palmer rozpoczął karierę w West Bromwich Albion, gdzie dołączył w lipcu 1983, a następnie został włączony do pierwszej drużyny w grudniu 1984. Zadebiutował w lidze we wrześniu 1985 przeciwko Newcastle United. Dla The Baggies zagrał w 121 spotkaniach, w których strzelił 4 bramki.
W lutym 1989 przeniósł się do Sheffield Wednesday za 750 000 funtów. Zdobył wraz z zespołem Puchar Ligi w sezonie 1990/91, jednak w meczu finałowym nie zagrał ze względu na zawieszenie. Wraz z Wednesday zagrał także w przegranym przez jego zespół finale w sezonie 1992/93, oraz w tym samym sezonie w przegranym finale Pucharu Anglii.
Następnie został kupiony przez Leeds United za 2,6 miliona funtów w czerwcu 1994. 
We wrześniu 1997 podpisał kontrakt z Southampton. W styczniu 1999 został sprzedany przez Świętych do Nottingham Forest za 1,1 miliona funtów. Strzelił jednego gola dla Forest, w wygranym 2:1 meczu z Grimsby Town. 
Później grał w Coventry City, strzelając swojego pierwszego i jedynego gola dla klubu w wygranym 4:1 meczu z Newcastle United. Coventry wypożyczyło go do Watford na trzy miesiące w latach 2000–2001. Miał także okres wypożyczenia dp Sheffield Wednesday, zanim dołączył do Stockport County w listopadzie 2001 jako grający menadżer zawodników. Palmer grał także krótko w Dublin City, a karierę zakończył w 2005 w Mansfield Town.
| Sezon     | Klub                 | Kraj     | Rozgrywki      | Mecze | Bramki |
| --------- | -------------------- | -------- | -------------- | ----- | ------ |
| 1984/85   | West Bromwich Albion | Anglia   | Division One   | 0     | 0      |
| 1985/86   | West Bromwich Albion | Anglia   | Division One   | 20    | 0      |
| 1986/87   | West Bromwich Albion | Anglia   | Division Two   | 37    | 1      |
| 1987/88   | West Bromwich Albion | Anglia   | Division Two   | 38    | 3      |
| 1988/89   | West Bromwich Albion | Anglia   | Division Two   | 26    | 0      |
| 1988/89   | Sheffield Wednesday  | Anglia   | Division One   | 13    | 1      |
| 1989/90   | Sheffield Wednesday  | Anglia   | Division One   | 34    | 0      |
| 1990/91   | Sheffield Wednesday  | Anglia   | Division Two   | 45    | 2      |
| 1991/92   | Sheffield Wednesday  | Anglia   | Division One   | 42    | 5      |
| 1992/93   | Sheffield Wednesday  | Anglia   | Premier League | 34    | 1      |
| 1993/94   | Sheffield Wednesday  | Anglia   | Premier League | 37    | 5      |
| 1994/95   | Leeds United         | Anglia   | Premier League | 39    | 3      |
| 1995/96   | Leeds United         | Anglia   | Premier League | 35    | 2      |
| 1996/97   | Leeds United         | Anglia   | Premier League | 28    | 0      |
| 1997/98   | Southampton          | Anglia   | Premier League | 26    | 3      |
| 1998/99   | Southampton          | Anglia   | Premier League | 19    | 0      |
| 1998/99   | Nottingham Forest    | Anglia   | Premier League | 13    | 0      |
| 1999/2000 | Nottingham Forest    | Anglia   | Division One   | 3     | 0      |
| 1999/2000 | Coventry City        | Anglia   | Premier League | 1     | 0      |
| 2000/01   | Coventry City        | Anglia   | Premier League | 15    | 0      |
| 2000/01   | Sheffield Wednesday  | Anglia   | Division One   | 12    | 0      |
| 2000/01   | Watford              | Anglia   | Division One   | 5     | 0      |
| 2001/02   | Sheffield Wednesday  | Anglia   | Division One   | 10    | 0      |
| 2001/02   | Stockport County     | Anglia   | Division One   | 21    | 3      |
| 2002/03   | Stockport County     | Anglia   | Division Two   | 0     | 0      |
| 2004      | Dublin City          | Irlandia | First Division | 3     | 0      |
| 2004/05   | Mansfield Town       | Anglia   | League Two     | 1     | 0      |

## Kariera reprezentacyjna
Palmer zadebiutował w drużynie narodowej 29 kwietnia 1992 w meczu przeciwko reprezentacji WNP, zremisowanym 2:2.
Został powołany na rozgrywane w Szwecji Mistrzostwa Europy 1992, podczas których wystąpił w trzech spotkaniach grupowych z Danią, Francją i gospodarzami turnieju Szwecją.
Po tym turnieju Palmer zagrał m.in. w 8 spotkaniach eliminacyjnych do Mistrzostw Świata 1994 (jedna bramka), na które Anglicy ostatecznie nie awansowali. Po raz ostatni w drużynie narodowej Palmer zagrał 13 października 1993 w meczu przeciwko reprezentacji Holandii, przegranym 0:2. Łącznie Carlton Palmer w latach 1992–1993 wystąpił w 18 spotkaniach reprezentacji Anglii, w których strzelił jedną bramkę.
| Mecze i gole w reprezentacji | Mecze i gole w reprezentacji | Mecze i gole w reprezentacji | Mecze i gole w reprezentacji | Mecze i gole w reprezentacji | Mecze i gole w reprezentacji | Mecze i gole w reprezentacji |
| #                            | Data                         | Miasto                       | Przeciwnik                   | Gol                          | Wynik                        | Rozgrywki                    |
| ---------------------------- | ---------------------------- | ---------------------------- | ---------------------------- | ---------------------------- | ---------------------------- | ---------------------------- |
| 1.                           | 29.04.1992                   | Moskwa                       | WNP                          |                              | 2:2                          | towarzyski                   |
| 2.                           | 12.05.1992                   | Budapeszt                    | Węgry                        |                              | 1:0                          | towarzyski                   |
| 3.                           | 17.05.1992                   | Londyn                       | Brazylia                     |                              | 1:1                          | towarzyski                   |
| 4.                           | 03.06.1992                   | Helsinki                     | Finlandia                    |                              | 2:1                          | towarzyski                   |
| 5.                           | 11.06.1992                   | Malmö                        | Dania                        |                              | 0:0                          | ME 1992                      |
| 6.                           | 14.06.1992                   | Malmö                        | Francja                      |                              | 0:0                          | ME 1992                      |
| 7.                           | 17.06.1992                   | Solna                        | Szwecja                      |                              | 1:2                          | ME 1992                      |
| 8.                           | 09.09.1992                   | Santander                    | Hiszpania                    |                              | 0:1                          | towarzyski                   |
| 9.                           | 14.10.1992                   | Londyn                       | Norwegia                     |                              | 1:1                          | El. MŚ 1994                  |
| 10.                          | 18.11.1992                   | Londyn                       | Turcja                       |                              | 4:0                          | El. MŚ 1994                  |
| 11.                          | 17.02.1993                   | Londyn                       | San Marino                   | Gol                          | 6:0                          | El. MŚ 1994                  |
| 12.                          | 31.03.1993                   | Izmir                        | Turcja                       |                              | 2:0                          | El. MŚ 1994                  |
| 13.                          | 28.04.1993                   | Londyn                       | Holandia                     |                              | 2:2                          | El. MŚ 1994                  |
| 14.                          | 29.05.1993                   | Chorzów                      | Polska                       |                              | 1:1                          | El. MŚ 1994                  |
| 15.                          | 02.06.1993                   | Oslo                         | Norwegia                     |                              | 2:0                          | El. MŚ 1994                  |
| 16.                          | 09.06.1993                   | Foxborough                   | Stany Zjednoczone            |                              | 0:2                          | Puchar USA 1993              |
| 17.                          | 13.06.1993                   | Waszyngton                   | Brazylia                     |                              | 1:1                          | Puchar USA 1993              |
| 18.                          | 13.10.1993                   | Rotterdam                    | Holandia                     |                              | 0:2                          | El. MŚ 1994                  |

## Kariera trenerska
Kariera menedżerska Palmera rozpoczęła się, gdy w listopadzie 2001 został mianowany menadżerem zawodników Stockport County. Łączył tę pracę z karierą zawodniczą, a został zwolniony przez klub we wrześniu 2003 po słabym początku sezonu.
Palmer w 2004 zastąpił Keitha Curle'a na stanowisku menadżera Mansfield Town. Klub opuścił we wrześniu 2005 po porażce 0:2 z Rochdale w ramach rozgrywek League Two. W kwietniu 2021 został trenerem Grantham Town. 9 listopada 2021 roku Palmer zrezygnował z funkcji menadżera Grantham.

## Sukcesy
Sheffield Wednesday
- Puchar Ligi Angielskiej (1): 1990/91
- Finał Pucharu Ligi Angielskiej (1): 1992/93
- Finał Pucharu Anglii (1): 1992/93

Leeds United
- Finał Pucharu Ligi Angielskiej (1): 1995/96